# Godehard Schwethelm
Godehard Schwethelm (* 14. Februar 1899 in Erfurt; † 1992 in Luzern) war ein deutscher Architekt.

## Leben
Godehard Schwethelm wurde als Sohn des Erfurter Baumeisters und Bauunternehmers Wilhelm Schwethelm geboren. Sein Architekturstudium an der Technischen Hochschule Stuttgart schloss er als Diplom-Ingenieur ab. Er begann seine berufliche Laufbahn als Mitarbeiter des Architekten Johannes Otto Berger. Später arbeitete er in Merseburg unter Paul Bonatz, sowie in Berlin und München.

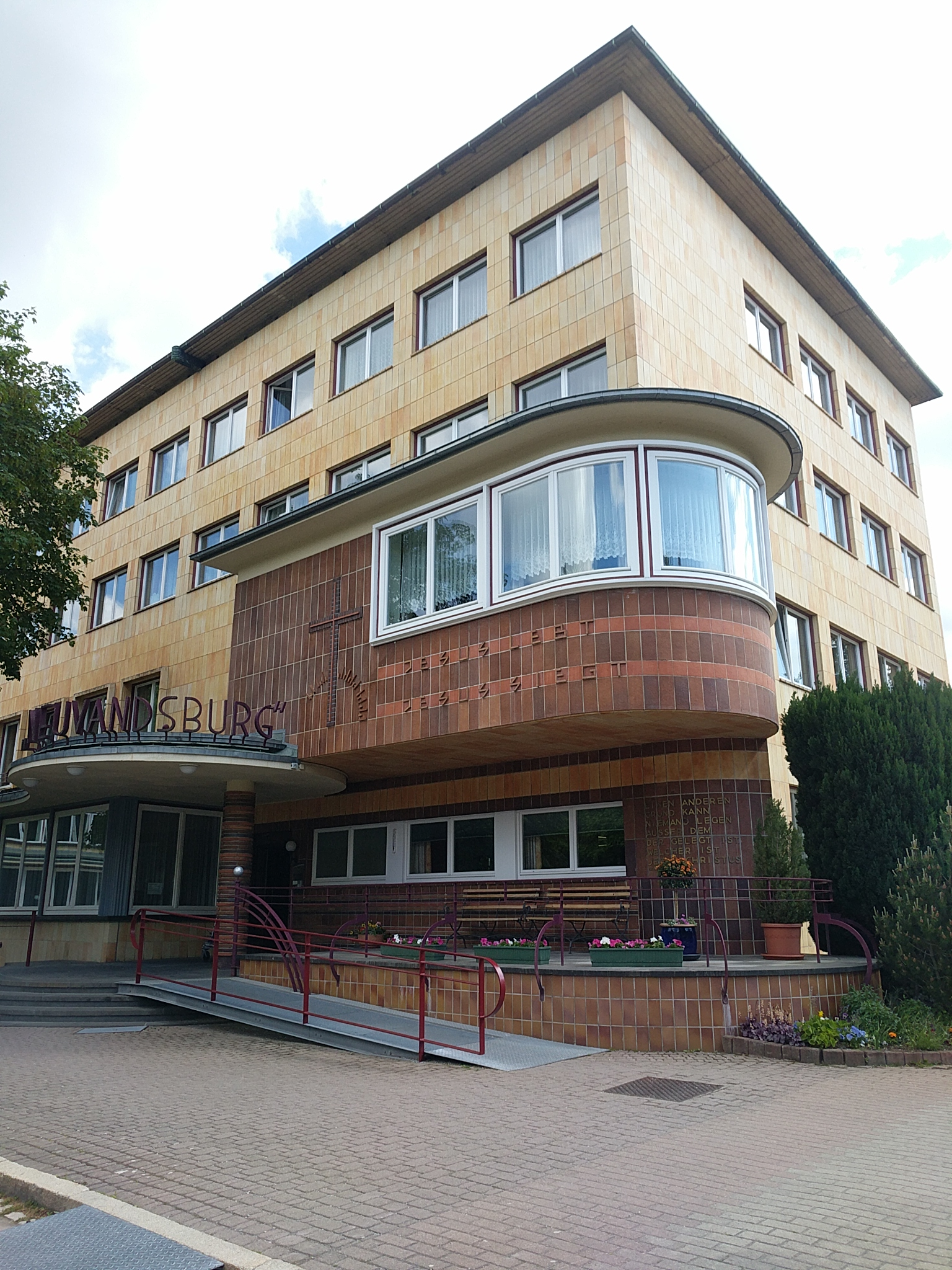
Das Diakonissen-Mutterhaus in Elbingerode, 1932–1934

Er baute während seiner Schaffenszeit zahlreiche Gebäude in verschiedenen Nutzungszusammenhängen. Ein Schwerpunkt war der Bau größerer Krankenhauskomplexe – zunächst in sorgfältiger Anlehnung an das Neue Bauen, wie z. B. die Heilstätte Harzgerode und das Diakonissen-Mutterhaus Neuvandsburg in Elbingerode. Er zeichnete sich dabei durch eine sehr klare Formensprache und die sorgfältige Planung von Details im Innen- und Außenbereich aus (Fenstergitter, Kleiderspinde, Deckenlampen und -uhren, Türen etc.) aus. Später entwarf er – nunmehr gemeinsam mit Partnern – moderne Großprojekte wie das Klinikum Großhadern in München.
Godehard Schwethelm sammelte seit den frühen 1960er Jahren Mineralien, seine Sammlung ist heute im Naturkundemuseum Erfurt öffentlich zugänglich.

## Werk

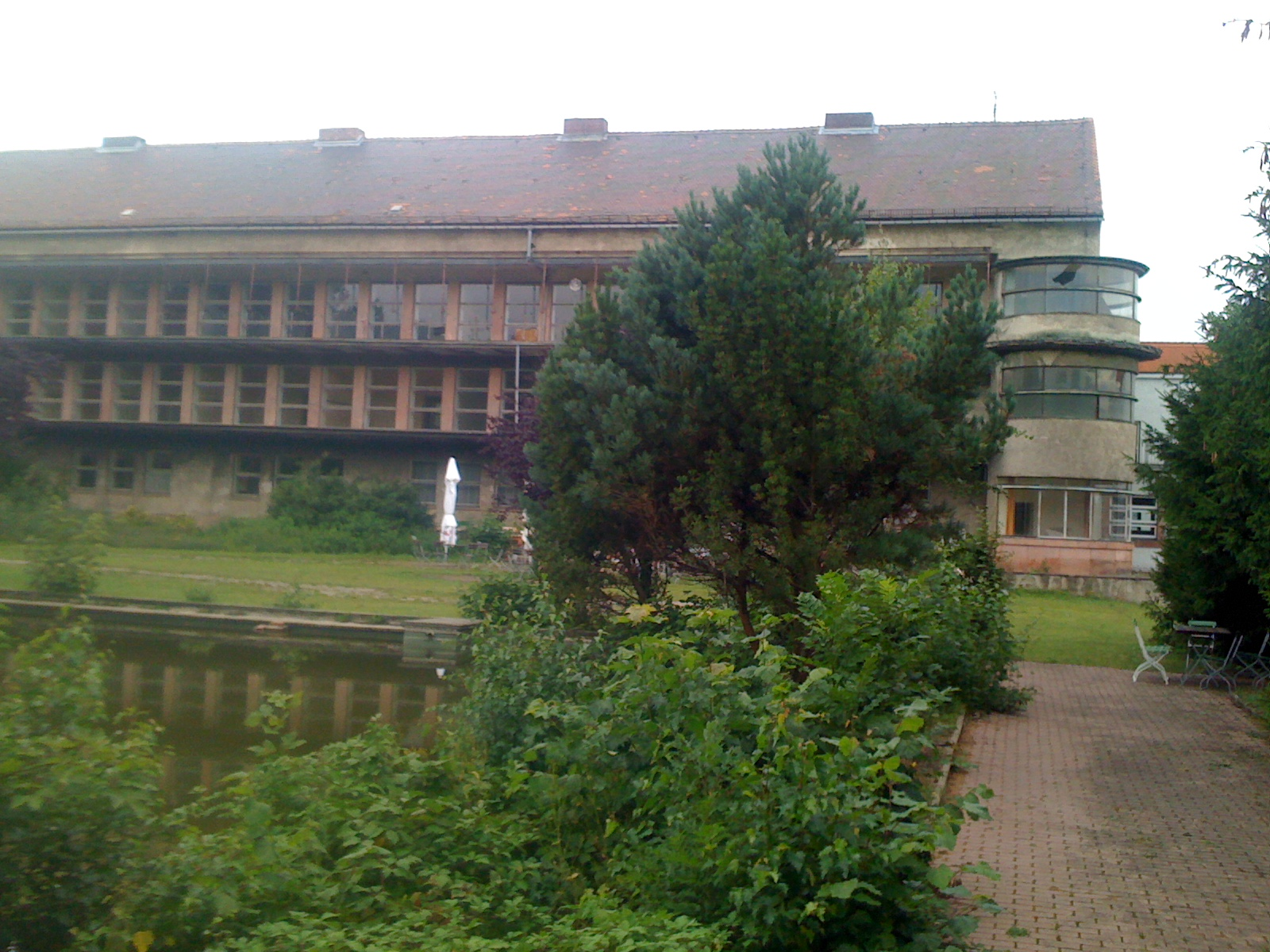
Kinderheilstätte Harzgerode 2011

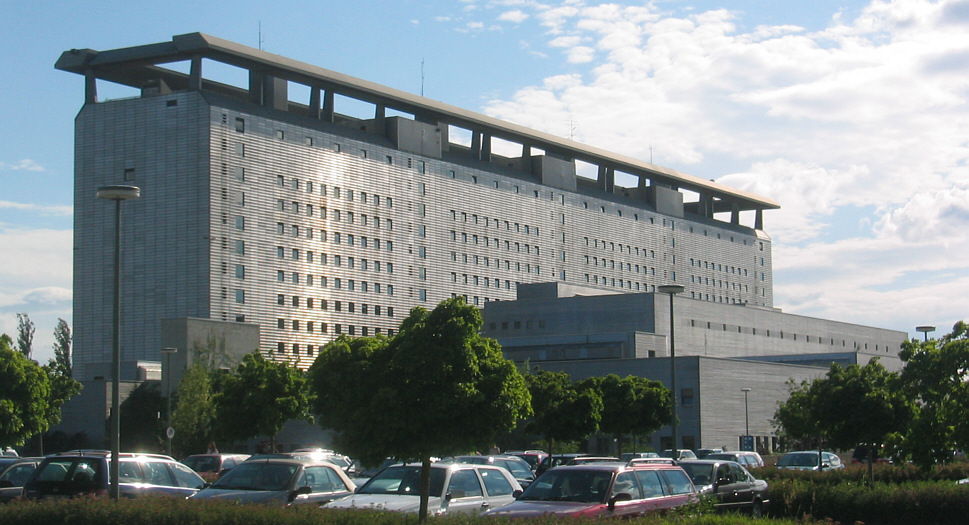
Klinikum Großhadern in München

- 1929–1931: Heilstätte für an Tuberkulose erkrankte Kinder in Harzgerode[3]
- 1932–1934: Diakonissen-Mutterhaus „Neuvandsburg“ in Elbingerode[4]
- 1939 und 1950–1959: Nordflügel des Krankenhauses Berlin-Moabit
- 1965: Krankenhaus in Schramberg[5]
- 1967–1978: Klinikum Großhadern in München (zusammen mit Werner Eichberg und Walter Schlempp)[6]